# Арсеново (Зіанчуринський район)
Арсе́ново (рос. Арсёново, башк. Арсен) — село у складі Зіанчуринського району Башкортостану, Росія. Адміністративний центр Сакмарської сільської ради.
Колишня назва — селище Центральної усадьби совхоза Сакмарський.
Населення — 560 осіб (2010; 709 в 2002).
Національний склад:
- росіяни — 52%
- башкири — 41%